# Homestead Meadows South
Homestead Meadows South es un lugar designado por el censo ubicado en el condado de El Paso en el estado estadounidense de Texas. En el Censo de 2010 tenía una población de 7.247 habitantes y una densidad poblacional de 767,65 personas por km².

## Geografía
Homestead Meadows South se encuentra ubicado en las coordenadas 31°48′40″N 106°9′51″O / 31.81111, -106.16417. Según la Oficina del Censo de los Estados Unidos, Homestead Meadows South tiene una superficie total de 9.44 km², de la cual 9.44 km² corresponden a tierra firme y (0%) 0 km² es agua.

## Demografía
Según el censo de 2010, había 7.247 personas residiendo en Homestead Meadows South. La densidad de población era de 767,65 hab./km². De los 7.247 habitantes, Homestead Meadows South estaba compuesto por el 89.21% blancos, el 0.23% eran afroamericanos, el 0.17% eran amerindios, el 0.15% eran asiáticos, el 0.04% eran isleños del Pacífico, el 9.38% eran de otras razas y el 0.81% pertenecían a dos o más razas. Del total de la población el 97.68% eran hispanos o latinos de cualquier raza.

## Educación
El Distrito Escolar Independiente de Clint gestiona escuelas públicas.